# Teiuș, Bacău
Teiuș este un sat în comuna Parava din județul Bacău, Moldova, România.